# Innenbereichssatzung
Für die Zulässigkeit von Bauvorhaben ist die Lage des Baugrundstücks von besonderer Bedeutung. Innerhalb der im Zusammenhang bebauten Ortsteile (Innenbereich) darf grundsätzlich gebaut werden, der Außenbereich ist dagegen von Bebauung möglichst freizuhalten. Die Abgrenzung der im Zusammenhang bebauten Ortsteile vom unbebauten Außenbereich ergibt sich aus der tatsächlichen örtlichen Situation. Da diese in der Praxis oftmals strittig ist, ermächtigt § 34 Abs. 4 BauGB die Gemeinden, die Grenzen des Innenbereichs in einer Satzung festzusetzen.  
Mit den städtebaulichen Satzungen nach § 34 Abs. 4 Nr. 1 bis 3 BauGB (Innenbereichssatzungen) besitzen die Gemeinden ergänzend zu der Bebauungsplanung die Möglichkeit, den unbeplanten Innenbereich verbindlich vom Außenbereich abzugrenzen und dadurch die planungsrechtliche Zulässigkeit von Vorhaben steuernd zu gestalten.

## Begriffe
Auch wenn das Baugesetzbuch keine formellen Bezeichnungen für die verschiedenen Innenbereichssatzungen nennt, haben sich die Begriffe Klarstellungssatzung, Entwicklungssatzung und Ergänzungssatzung eingebürgert. Daneben gab es früher noch andere Bezeichnungen wie Abrundungssatzung oder Abgrenzungssatzung.

## Inhalt der Satzungen
Die Innenbereichssatzungen regeln die räumliche Abgrenzung des unbeplanten Innenbereichs vom Außenbereich durch eine Linie, die bei der Klarstellungssatzung zumeist den gesamten Ortsteil umschließt. Bei der Entwicklungs- und Ergänzungssatzung können zusätzlich zur zeichnerischen Abgrenzung einzelne städtebauliche Festsetzungen getroffen werden, beispielsweise zu den überbaubaren Grundstücksflächen oder zur zulässigen Geschosszahl.

## Klarstellungssatzung
In der Klarstellungssatzung nach § 34 Abs. 4 Nr. 1 BauGB legt die Gemeinde die sich aus der tatsächlich vorhandenen Bebauung ergebende Grenze des Bebauungszusammenhangs fest. Alle von der Satzung erfassten Grundstücksteile gehören zum Innenbereich und besitzen damit grundsätzlich Baulandqualität. Als Regulativ für die Zulässigkeit von Bauvorhaben gilt hier allein das Einfügensgebot des § 34 Abs. 1 BauGB in Verbindung mit einer gesicherten Erschließung. Da die Satzung nur die tatsächlich vorhandene Abgrenzung zwischen Innenbereich und Außenbereich festsetzt, besitzt sie nur deklaratorische (= klarstellende) Bedeutung; sie führt für die innerhalb des Geltungsbereichs liegenden Grundstücke nicht zu neuem Baurecht.

## Entwicklungssatzung
Mit der Entwicklungssatzung nach § 34 Abs. 4 Nr. 2 BauGB kann die Gemeinde bebaute Bereiche im Außenbereich, die noch keine Ortsteilqualität haben, aber einen entwicklungsfähigen Siedlungsansatz aufweisen, konstitutiv als „im Zusammenhang bebaute Ortsteile“ festlegen.  Voraussetzung für eine Entwicklungssatzung ist, dass die entsprechenden Flächen im Flächennutzungsplan als Baufläche dargestellt sind. Für die vom Geltungsbereich der Entwicklungssatzung erfassten Grundstücke ist ein Mindestmaß an prägender Wirkung durch die vorhandene Bebauung erforderlich. Die Satzung schafft innerhalb ihres Geltungsbereiches neues Baurecht. Hier gilt fortan das sich aus § 34 BauGB ergebende grundsätzliche Baurecht nach Maßgabe des Einfügungsgebotes.

## Ergänzungssatzung
Mit der Ergänzungssatzung nach § 34 Abs. 4 Nr. 3 BauGB kann die Gemeinde einzelne unbebaute Außenbereichsflächen in die im Zusammenhang bebauten Ortsteile einbeziehen. Die Ergänzungssatzung kann auch in Verbindung mit einer Klarstellungssatzung oder einer Entwicklungssatzung aufgestellt werden. Notwendige Randbedingung für die Einbeziehung von Außenbereichsflächen ist, dass die angrenzende Bebauung einen hinreichend konkreten städtebaulich prägenden Rahmen für eine ergänzende Bebauung ist. Das bloße Angrenzen eines Grundstücks an den Innenbereich reicht nicht aus, um die Einbeziehung in den Innenbereich zu begründen. Da es sich bei den Flächen innerhalb des Geltungsbereichs einer Ergänzungssatzung um bisherige Außenbereichsflächen handelt, schafft die Ergänzungssatzung hier erstmals Baurecht. Die Aufstellung einer Ergänzungssatzung dient dazu, die räumliche Abgrenzung des unbeplanten Innenbereichs zum Außenbereich an geeigneten Stellen um einzelne Grundstücke geringfügig zu erweitern und dadurch einen abgerundeten Ortsrand zu bilden. Diese Satzung dient jedoch nicht dazu, neue Baugebiete am Ortsrand zu entwickeln. Dies ist der Bebauungsplanung vorbehalten.

## Aufstellungsverfahren
Für die Aufstellung einer Klarstellungssatzung bestehen keine verfahrensrechtlichen Vorgaben, da sie ohnehin nur deklaratorische Bedeutung hat und kein neues Baurecht schafft. 
Bei der Aufstellung einer Entwicklungs- oder Ergänzungssatzung sind die Vorschriften über die Öffentlichkeits- und Behördenbeteiligung des vereinfachten Verfahrens nach § 13 BauGB entsprechend anzuwenden. 
Die Innenbereichssatzungen unterliegen nicht der Umweltprüfung. Bei der Aufstellung einer Ergänzungssatzung sind die Grundsätze des sparsamen Umgangs mit Grund und Boden und der naturschutzrechtlichen Eingriffsregelung zu berücksichtigen. Die in diesem Fall erforderliche Begründung muss die Ziele, Zwecke und wesentlichen Auswirkungen der Planung enthalten. 
Eine Innenbereichssatzung hat keine ausschließende Wirkung. Die Gemeinde ist bei Erlass einer Innenbereichssatzung nicht verpflichtet, mit dieser vollständig den gesamten im Gemeindegebiet vorhandenen Bebauungszusammenhang zu erfassen. Bebaute Grundstücke, die nicht von einer Innenbereichssatzung erfasst werden, aber aufgrund der tatsächlichen örtlichen Verhältnisse dennoch an einem vorhandenen Bebauungszusammenhang teilnehmen, gehören gleichwohl zum Innenbereich.